# Összetett entitás programtervezési minta
Az összetett entitás a Java EE egyik programtervezési mintája. Célja, hogy egymással kapcsolatban álló perzisztálható objektumokat egy egységként kezeljen, szemben azzal, hogy különálló beanekben tartalmazná az adatokat és az objektumgráfot.

## Szerkezete
Az összetett entitás többféleképpen is megvalósítható. A minta rendszerint tartalmaz egy összetett objektumot, egy durvaszemcsés és több finomszemcsés objektumot.

## Részei
Az összetett entitás objektum vagy maga a durvaszemcsés objektum, vagy referencia a durvaszemcsés objektumra.
A durvaszemcsés objektum saját életciklusával kezeli kapcsolatait a többi objektumhoz. Lehet az összetett entitás által tartalmazott részobjektum, vagy az az által hivatkozott objektum, vagy pedig maga az összetett objektum.
A függő objektumok életciklusát a durvaszemcsés objektum kezeli. Hivatkozhat más függő objektumokra, ezzel faszerkezetet hozva létre.

## Előnyei
Az Oracle leírása szerint segít kiküszöbölni az entitások közötti kapcsolatokat, javítja a kezelhetőséget az entitásbeanek redukálásával, javítja a hálózati áteresztőképességet, csökkenti az adatbázis sémafüggőségét, növeli az objektumszemcsézettséget, megkönnyíti az összetett átviteli objektumok létrehozását, továbbá egyszerűsíti a többszintű objektumfüggőségi gráfokat.

## Hátrányai
A legnagyobb hátránya az, hogy a perzisztenciát a beannek kell kezelnie. Ha mégis a konténerre bíznánk a perzisztenciát, akkor is sok kiegészítő kódra van szükség, ami a perzisztencia logikáját kezeli. Ez több munkát, és több hibalehetőséget jelent:
- Az összes adat egy beanben való tárolása azt jelenti, hogy egyszerre nagy egységeket kell használni. Nem lehet szabályozni, hogy melyik adatra van éppen szükség, ha kell valami, az magával ránt mindent, ha kell, ha nem.
- Javában az ejbStore() metódust fel kell okosítani, hogy elkerülje a frissítések feljegyzését azokat az eseteket kivéve, amikor az egész objektum állapota változik meg.
- A perzisztenciát kezelő kód karbantartása is nehézkessé válhat.[2]

## Példa kód
Egy Professional Service Automation alkalmazás példa kódja, ahol az erőforrás objektum összetett entitásként van megvalósítva.
```
package
 
corepatterns.apps.psa.ejb
;

import
 
corepatterns.apps.psa.core.*
;

import
 
corepatterns.apps.psa.dao.*
;

import
 
java.sql.*
;

import
 
javax.sql.*
;

import
 
java.util.*
;

import
 
javax.ejb.*
;

import
 
javax.naming.*
;

public
 
class
 
ResourceEntity
 
implements
 
EntityBean
 
{

  
public
 
String
 
employeeId
;

  
public
 
String
 
lastName
;

  
public
 
String
 
firstName
;

  
public
 
String
 
departmentId
;

  
public
 
String
 
practiceGroup
;

  
public
 
String
 
title
;

  
public
 
String
 
grade
;

  
public
 
String
 
email
;

  
public
 
String
 
phone
;

  
public
 
String
 
cell
;

  
public
 
String
 
pager
;

  
public
 
String
 
managerId
;

  

  
// Collection of BlockOutTime Dependent objects

  
public
 
Collection
 
blockoutTimes
;

  
// Collection of SkillSet Dependent objects

  
public
 
Collection
 
skillSets
;

  
...

  
private
 
EntityContext
 
context
;

// Entity Bean methods implementation

public
 
String
 
ejbCreate
(
ResourceTO
 
resource
)
 
throws
 

  
CreateException
 
{

    
try
 
{

      
this
.
employeeId
 
=
 
resource
.
employeeId
;

      
setResourceData
(
resource
);

      
getResourceDAO
().
create
(
resource
);

    
}
 
catch
(
Exception
 
ex
)
 
{

      
throw
 
new
 
EJBException
(
"Reason:"
 
+
 
...);

    
}

    
return
 
this
.
employeeId
;

}

  

public
 
String
 
ejbFindByPrimaryKey
(
String
 
primaryKey
)
 

  
throws
 
FinderException
 
{

    
boolean
 
result
;

    
try
 
{

      
ResourceDAO
 
resourceDAO
 
=
 
getResourceDAO
();

      
result
 
=
 

        
resourceDAO
.
selectByPrimaryKey
(
primaryKey
);

    
}
 
catch
(
Exception
 
ex
)
 
{

      
throw
 
new
 
EJBException
(
"Reason:"
 
+
 
...);

    
}

    
if
(
result
)
 
{

      
return
 
primaryKey
;

    
}

    
else
 
{

      
throw
 
new
 
ObjectNotFoundException
(...);

    
}

  
}

  

  
public
 
void
 
ejbRemove
()
 
{

    
try
 
{

      
// Remove dependent objects

      
if
(
this
.
skillSets
 
!=
 
null
)
 
{

        
SkillSetDAO
 
skillSetDAO
 
=
 
getSkillSetDAO
();

        
skillSetDAO
.
setResourceID
(
employeeId
);

        
skillSetDAO
.
deleteAll
();

        
skillSets
 
=
 
null
;

      
}

      
if
(
this
.
blockoutTime
 
!=
 
null
)
 
{

        
BlockOutTimeDAO
 
blockouttimeDAO
 
=
 

            
getBlockOutTimeDAO
();

        
blockouttimeDAO
.
setResourceID
(
employeeId
);

        
blockouttimeDAO
.
deleteAll
();

        
blockOutTimes
 
=
 
null
;

      
}

      
// Remove the resource from the persistent store

      
ResourceDAO
 
resourceDAO
 
=
 
new
 

        
ResourceDAO
(
employeeId
);

      
resourceDAO
.
delete
();

    
}
 
catch
(
ResourceException
 
ex
)
 
{

      
throw
 
new
 
EJBException
(
"Reason:"
+
...);

    
}
 
catch
(
BlockOutTimeException
 
ex
)
 
{

      
throw
 
new
 
EJBException
(
"Reason:"
+
...);

    
}
 
catch
(
Exception
 
exception
)
 
{

      
...

    
}

  
}

  
public
 
void
 
setEntityContext
(
EntityContext
 
context
)
 

  
{

    
this
.
context
 
=
 
context
;

  
}

  

  
public
 
void
 
unsetEntityContext
()
 
{

    
context
 
=
 
null
;

  
}

  

  
public
 
void
 
ejbActivate
()
 
{

    
employeeId
 
=
 
(
String
)
context
.
getPrimaryKey
();

  
}

  

  
public
 
void
 
ejbPassivate
()
 
{

    
employeeId
 
=
 
null
;

  
}

  

  
public
 
void
 
ejbLoad
()
 
{

    
try
 
{

      
// load the resource info from

      
ResourceDAO
 
resourceDAO
 
=
 
getResourceDAO
();

      
setResourceData
((
ResourceTO
)
 

        
resourceDAO
.
load
(
employeeId
));

      

      
// Load other dependent objects, if necessary

      
...

    
}
 
catch
(
Exception
 
ex
)
 
{

      
throw
 
new
 
EJBException
(
"Reason:"
 
+
 
...);

    
}

  
}

  

  
public
 
void
 
ejbStore
()
 
{

    
try
 
{

      
// Store resource information

      
getResourceDAO
().
update
(
getResourceData
());

      
// Store dependent objects as needed

      
...

    
}
 
catch
(
SkillSetException
 
ex
)
 
{

      
throw
 
new
 
EJBException
(
"Reason:"
 
+
 
...);

    
}
 
catch
(
BlockOutTimeException
 
ex
)
 
{

      
throw
 
new
 
EJBException
(
"Reason:"
 
+
 
...);

    
}

    
...

  
}

  
public
 
void
 
ejbPostCreate
(
ResourceTO
 
resource
)
 
{

  
}

  
// Method to Get Resource Transfer Object

  
public
 
ResourceTO
 
getResourceTO
()
 
{

    
// create a new Resource Transfer Object

    
ResourceTO
 
resourceTO
 
=
 
new
 

        
ResourceTO
(
employeeId
);

    
// copy all values 

    
resourceTO
.
lastName
 
=
 
lastName
;

    
resourceTO
.
firstName
 
=
 
firstName
;

    
resourceTO
.
departmentId
 
=
 
departmentId
;

    
...

    
return
 
resourceTO
;

  
}

  
public
 
void
 
setResourceData
(
ResourceTO
 
resourceTO
)
 
{

    
// copy values from Transfer Object into entity bean

    
employeeId
 
=
 
resourceTO
.
employeeId
;

    
lastName
 
=
 
resourceTO
.
lastName
;

    
...

  
}

  
// Method to get dependent Transfer Objects

  
public
 
Collection
 
getSkillSetsData
()
 
{

    
// If skillSets is not loaded, load it first.

    
// See Lazy Load strategy implementation.

    
return
 
skillSets
;
  

  
}

  
...

  
// other get and set methods as needed

  
...

  
// Entity bean business methods

  
public
 
void
 
addBlockOutTimes
(
Collection
 
moreBOTs
)
 

  
throws
 
BlockOutTimeException
 
{

    
// Note: moreBOTs is a collection of 

    
// BlockOutTimeTO objects

    
try
 
{

      
Iterator
 
moreIter
 
=
 
moreBOTs
.
iterator
();

      
while
(
moreIter
.
hasNext
())
 
{

        
BlockOutTimeTO
 
botTO
 
=
 
(
BlockOutTimeTO
)
 

                          
moreIter
.
next
();

        
if
 
(
!
 
(
blockOutTimeExists
(
botTO
)))
 
{

          
// add BlockOutTimeTO to collection

          
botTO
.
setNew
();

          
blockOutTime
.
add
(
botTO
);

        
}
 
else
 
{

          
// BlockOutTimeTO already exists, cannot add

          
throw
 
new
 
BlockOutTimeException
(...);

        
}

      
}

    
}
 
catch
(
Exception
 
exception
)
 
{

      
throw
 
new
 
EJBException
(...);

    
}

  
}

  
public
 
void
 
addSkillSet
(
Collection
 
moreSkills
)
 

  
throws
 
SkillSetException
 
{

    
// similar to addBlockOutTime() implementation

    
...

  
}

  
...

  
public
 
void
 
updateBlockOutTime
(
Collection
 
updBOTs
)
 

  
throws
 
BlockOutTimeException
 
{

    
try
 
{

      
Iterator
 
botIter
 
=
 
blockOutTimes
.
iterator
();

      
Iterator
 
updIter
 
=
 
updBOTs
.
iterator
();

      
while
 
(
updIter
.
hasNext
())
 
{

        
BlockOutTimeTO
 
botTO
 
=
 
(
BlockOutTimeTO
)

          
updIter
.
next
();

        
while
 
(
botIter
.
hasNext
())
 
{

          
BlockOutTimeTO
 
existingBOT
 
=
 

            
(
BlockOutTimeTO
)
 
botIter
.
next
();

          
// compare key values to locate BlockOutTime

          
if
 
(
existingBOT
.
equals
(
botTO
))
 
{

            
// Found BlockOutTime in collection

            
// replace old BlockOutTimeTO with new one

            
botTO
.
setDirty
();
 
//modified old dependent

            
botTO
.
resetNew
();
 
//not a new dependent

            
existingBOT
 
=
 
botTO
;

          
}

        
}

      
}

    
}
 
catch
 
(
Exception
 
exc
)
 
{

      
throw
 
new
 
EJBException
(...);

    
}

  
}

  
public
 
void
 
updateSkillSet
(
Collection
 
updSkills
)
 

  
throws
 
CommitmentException
 
{

    
// similar to updateBlockOutTime...

    
...

  
}

  
...

}

```

## Fordítás
Ez a szócikk részben vagy egészben  a   Composite entity pattern című angol Wikipédia-szócikk fordításán alapul.  Az eredeti cikk szerkesztőit annak laptörténete sorolja fel. Ez a jelzés csupán a megfogalmazás eredetét és a szerzői jogokat jelzi, nem szolgál a cikkben szereplő információk forrásmegjelöléseként.